# Qian Baocong
Qian Baocong (chinesisch 銭宝琮, Pinyin Qián Bǎocóng; * 29. Mai 1892 in Jiaxing; † 5. Januar 1974 in Suzhou) war ein chinesischer Mathematikhistoriker.
Qian studierte Architektur an der Eisenbahnschule in Suzhou und an der University of Birmingham (Abschluss 1910) sowie ein Jahr am Polytechnikum in Manchester. 1912 ging er wieder nach China, wo er an einer Technischen Schule in Suzhou lehrte (Industrial College), danach an der Nankai-Universität, an der Zentral-Universität und an der Universität Zhejiang, wo er Professor und Leiter der Mathematischen Fakultät wurde. 1956 wurde er leitender Wissenschaftler für Wissenschaftsgeschichte an der Chinesischen Akademie der Wissenschaften.
Qian war mit Li Yan ein Pionier der chinesischen Mathematikgeschichtsschreibung, worüber er seit 1921 veröffentlichte. Sein Hauptwerk ist die Ausgabe der „Zehn Mathematischen Klassiker“ mittelalterlicher chinesischer Mathematik (Suanjing shi shu, 1963 in Peking). Neben Monographien über chinesische Mathematik schrieb er auch über Geschichte der chinesischen Astronomie (Kalenderrechnung, Sternkarten), Musiktheorie und Mechanik. Eine Auswahl seiner Aufsätze erschienen 1983. Der erste Band seiner chinesischen Mathematikgeschichte erschien 1930.
Er war Mitglied der Chinesischen Gesellschaft für Akademische Studien und Künste (1921), der Chinesischen Astronomischen Gesellschaft (1927), der Chinesischen Mathematischen Gesellschaft (1936) und der Chinesischen Gesellschaft der Wissenschaften (1923). Er erhielt einen Ehrendoktor (D. Sc.) der Universität Birmingham.